# The Voice of Germany/Staffel 15
Die fünfzehnte Staffel der Gesangs-Castingshow The Voice of Germany soll ab Herbst 2025 im Fernsehen ausgestrahlt werden. Sie wird erneut von Thore Schölermann und Melissa Khalaj moderiert. Die Jury besteht aus Rea Garvey, Nico Santos, Shirin David sowie dem Duo Michi und Smudo. Wie in den Staffeln 9 bis 11 gibt es einen fünften Coach, diesmal Calum Scott, der ausgeschiedenen Kandidaten per „Comeback Stage“ eine zweite Chance geben kann.

## Erste Phase: Die Blind Auditions
Die Castings zur fünfzehnten Staffel fanden im Frühling 2025 statt, werden aber nicht im Fernsehen gezeigt. Die Blind Auditions wurden vom 9. bis 12. Mai 2025 erneut im Studio Adlershof in Berlin aufgezeichnet.

## Zweite Phase: Die Battles
Die Battles wurden vom 16. bis 17. Juni 2025 in Berlin aufgezeichnet.

## Dritte Phase: Die Teamfights
Die Teamfights wurden vom 6. bis 7. Juli 2025 in Berlin aufgezeichnet.